# Chien d'utilité

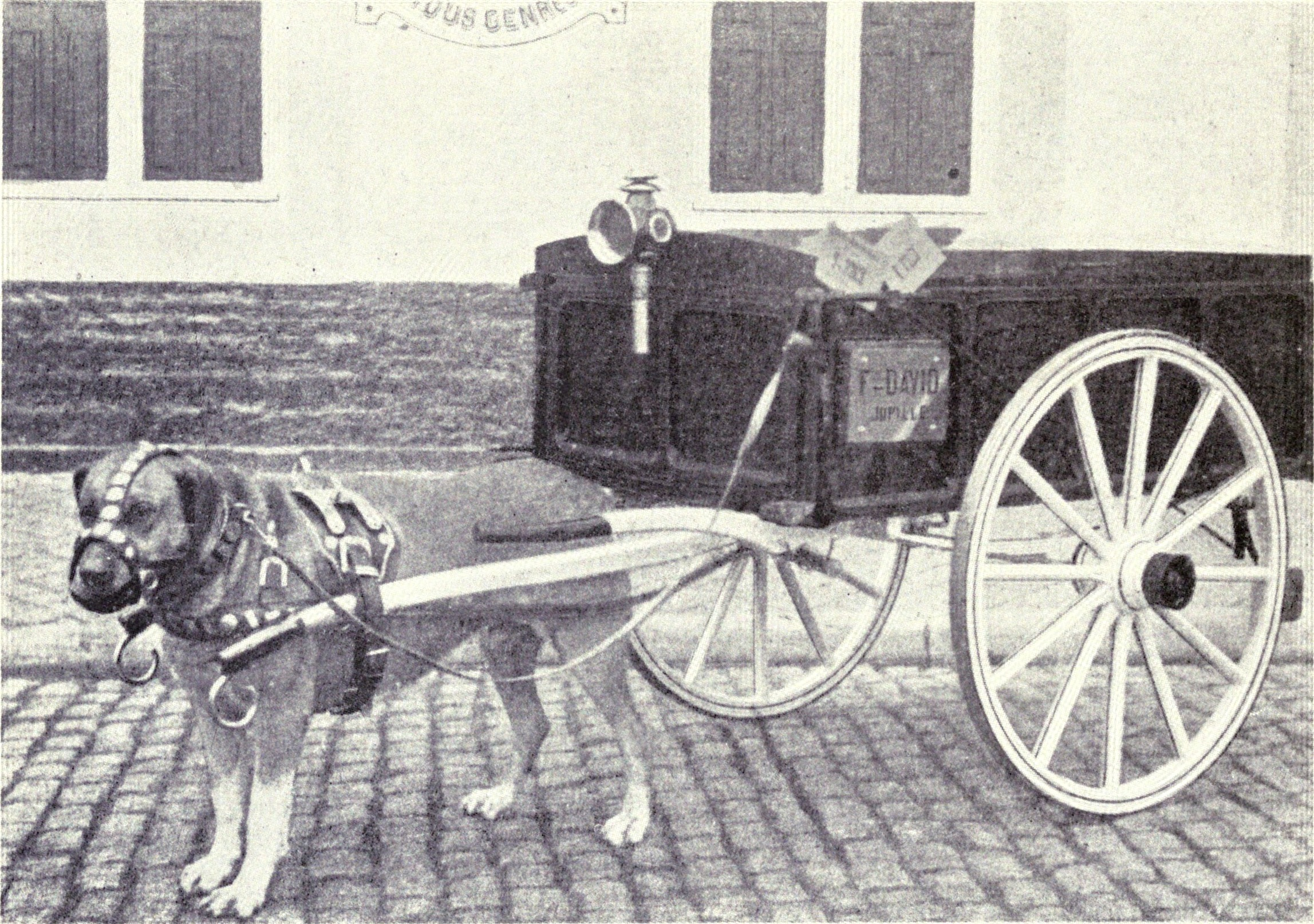
Chien tirant une charrette en 1915

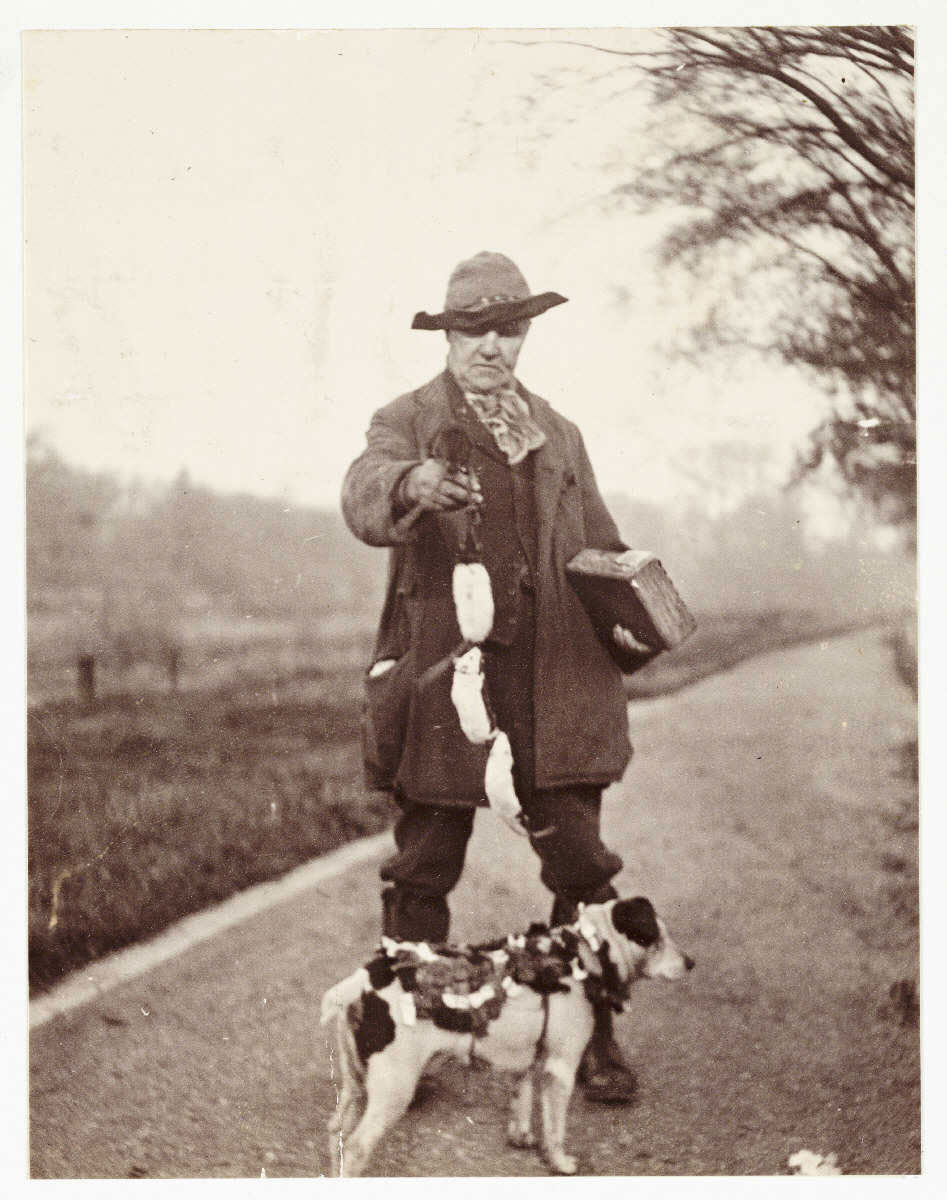
Chien chasseur de rats

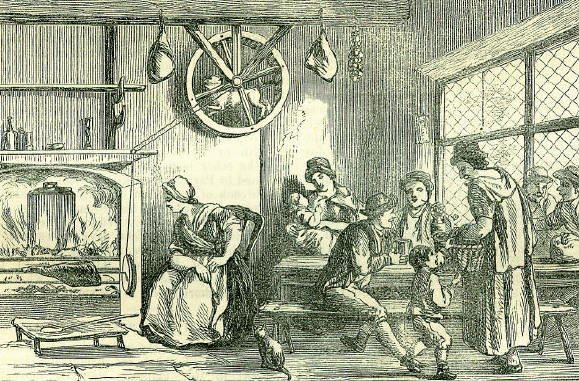
Tournebroche à chien dans une ferme galloise

Un chien d'utilité appelé aussi chien de travail, est un chien qui est utilisé pour réaliser des tâches, et a été élevé pour cela, pour assister ou aider l'homme. Ce nom est aussi donné à certaines races de chiens qui ont été sélectionnées afin de servir l'être humain. Cette classification en chien d'utilité et de compagnie est systématisée pour la première fois par John Caius dans son De Canibus Britannicis en 1570.
On peut ainsi citer :  
- Chien de chasse
- Chien de garde
- Chien de berger
- Chien guide d'aveugle [2]
- Chien policier
- Chien truffier
- Chien d'attelage
- Chien de guerre
- Chien de détection
- Chien d'assistance
- Chien d'assistance judiciaire
- Chien de recherche et de sauvetage, et chien d'avalanche...
- Chien de sécurité
- Turnspit dog (ou « vernepator », « chien tournebroche »), chien autrefois utilisé dans les cuisines des auberges (généralement en Angleterre) pour tourner les broches.